# Сингх, Бакшиш
Бакшиш Сандху Сингх (англ. Bakshish Sandhu Singh, 14 июня 1929, Лайяллпур, Британская Индия — 21 сентября 1970, Амритсар, Индия) — индийский хоккеист (хоккей на траве), защитник. Олимпийский чемпион 1956 года.

## Биография
Бакшиш Сингх родился 14 июня 1929 года в индийском городе Лайяллпур (сейчас пакистанский город Фейсалабад).
Учился в колледже Халса в Амритсаре.
Играл в хоккей на траве за полицию Пенджаба, в которой работал в 1948—1961 годах.
В 1956 году вошёл в состав сборной Индии по хоккею на траве на Олимпийских играх в Мельбурне и завоевал золотую медаль. Играл на позиции защитника, провёл 4 матча, мячей не забивал.
В 1958 году в составе сборной Индии завоевал серебряную медаль хоккейного турнира летних Азиатских игр в Токио.
В 1966—1967 годах работал окружным спортивным офицером в Амритсаре, где тренировал команду женской правительственной школы, а затем — женского колледжа Халса. Занимался семейным бизнесом, руководя кирпичным заводом.
Умер 21 сентября 1970 года в индийском городе Амритсар.

## Семья
Был женат на Сардарни Нариндер Каур, есть две дочери: одна жила в Чандигархе, другая — в Калифорнии.